# Lexikon der ägyptischen Götter und Götterbezeichnungen

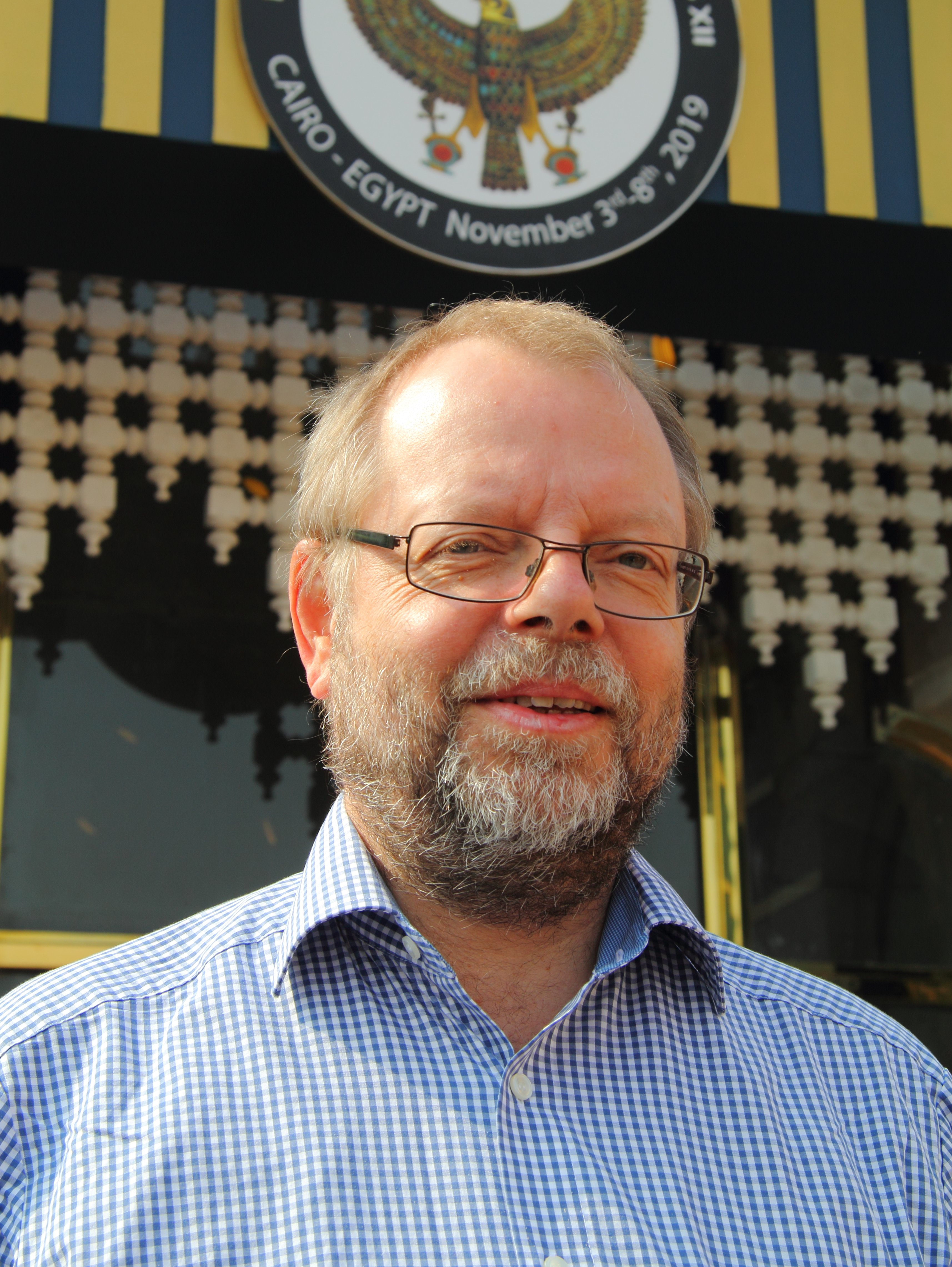
Christian Leitz, Leiter des Projektes Lexikon der ägyptischen Götter und Götterbezeichnungen (LGG)

Das Lexikon der ägyptischen Götter und Götterbezeichnungen (auch LGG) ist das größte Nachschlagewerk in der Ägyptologie. Unter Leitung von Christian Leitz und Mitarbeit von Peter Dils, Frank Förster, Dagmar Budde, Lothar Goldbrunner, Daniela Mendel, Daniel von Recklinghausen und Bettina Ventker erfolgte von 1995 bis 2003 an der Universität zu Köln der Aufbau der Grundinformationen. Ein weiterer Ausbau ist vorgesehen. Die Texte des Lexikons der ägyptischen Götter und Götterbezeichnungen liefern einerseits sonst schwer zugängliche Informationen wie auch andererseits alle relevanten Schreibungen der Gottheiten, stellen jedoch nur das Rohmaterial dar und ersetzen nicht eigene Zusatzforschungen.

## Aufbau
Das Lexikon der ägyptischen Götter und Götterbezeichnungen enthält auf mehr als 5.500 Seiten rund 56.500 Haupteinträge, knapp 100.000 Querverweise und etwa 200.000 Textbelege. Verzeichnet sind alle Ausdrücke, die im weitesten Sinne als Bezeichnungen von Gottheiten dienen konnten. Es ist erstmals möglich, das gesamte Material zu einem beliebigen Epitheton auf einen Blick zu sichten und schließt alle Texte des Alten Reiches bis zur griechisch-römischen Zeit mit ein, einschließlich des Demotischen.

## Themenbereiche
Die Forschungsschwerpunkte der Mitarbeiter umfassen unter anderem folgende Themenbereiche:
- Dagmar Budde: Ägyptisches Totenbuch, Abydos, Deir el-Bahari, Karnak und Urkundentexte.
- Peter Dils: Sonstige Unterweltsbücher, Karnak, Ägyptisches Stundenbuch und Urkundentexte.
- Frank Förster: Sonnenhymnen aus thebanischen Gräbern.
- Christian Leitz: Sargtexte, Buch von der Nacht, Buch vom Tage, Medinet Habu, Karnak, Berliner Papyri, Mythologische Papyri und Urkundentexte.
- Daniela Mendel: Pyramidentexte, Amduat, Karnak und Urkundentexte.

## Bände
- Band 1: A – i (= Orientalia Lovaniensia analecta. Band 110). Peeters, Leuven 2002, ISBN 90-429-1146-8 (eingeschränkte Onlineversion).
- Band 2: ʿ – b (= Orientalia Lovaniensia analecta. Bd. 111). Peeters, Leuven 2002, ISBN 90-429-1147-6 (eingeschränkte Onlineversion).
- Band 3: P – nbw (= Orientalia Lovaniensia analecta. Bd. 112). Peeters, Leuven 2002, ISBN 90-429-1148-4 (eingeschränkte Onlineversion).
- Band 4: Nbt – h (= Orientalia Lovaniensia analecta. Bd. 113). Peeters, Leuven 2002, ISBN 90-429-1149-2 (eingeschränkte Onlineversion).
- Band 5: Ḥ – ḫ (= Orientalia Lovaniensia analecta. Bd. 114). Peeters, Leuven 2002, ISBN 90-429-1150-6.
- Band 6: ḫ – s (= Orientalia Lovaniensia analecta. Bd. 115). Peeters, Leuven 2002, ISBN 90-429-1151-4.
- Band 7: Š – ḏ (= Orientalia Lovaniensia analecta. Bd. 116). Peeters, Leuven 2002, ISBN 90-429-1152-2.
- Band 8: Register (= Orientalia Lovaniensia analecta. Bd. 129). Peeters, Leuven 2003, ISBN 90-429-1376-2 (eingeschränkte Onlineversion).